# Short Bus
Short Bus est un EP, split des groupes Blink-182 et Iconoclasts, sorti sur vinyle 7" en 1994. Il s'agit du deuxième split de Blink-182 avec le single Lemmings sorti en 1996. Le groupe Iconoclasts est quant à lui peu connu. Les deux chansons de Blink-182 contenues sur ce vinyle sont disponibles sur l'album Cheshire Cat.

## Liste des titres
| Face A, Blink-182 | Face A, Blink-182     | Face A, Blink-182 | Face A, Blink-182 | Face A, Blink-182 | Face A, Blink-182 | Face A, Blink-182 | Face A, Blink-182 | Face A, Blink-182 | Face A, Blink-182 |
| No                | Titre                 | Auteur            | Durée             |                   |                   |                   |                   |                   |                   |
| ----------------- | --------------------- | ----------------- | ----------------- | ----------------- | ----------------- | ----------------- | ----------------- | ----------------- | ----------------- |
| 1.                | Does My Breath Smell? | Blink-182         | 2:34              |                   |                   |                   |                   |                   |                   |
| 2.                | Wasting Time          | Blink-182         | 2:35              |                   |                   |                   |                   |                   |                   |
| 5:09              |                       |                   |                   |                   |                   |                   |                   |                   |                   |

| Face B, Iconoclasts | Face B, Iconoclasts | Face B, Iconoclasts | Face B, Iconoclasts | Face B, Iconoclasts | Face B, Iconoclasts | Face B, Iconoclasts | Face B, Iconoclasts | Face B, Iconoclasts | Face B, Iconoclasts |
| No                  | Titre               | Auteur              | Durée               |                     |                     |                     |                     |                     |                     |
| ------------------- | ------------------- | ------------------- | ------------------- | ------------------- | ------------------- | ------------------- | ------------------- | ------------------- | ------------------- |
| 1.                  | My Nature           | Iconoclasts         | 2:31                |                     |                     |                     |                     |                     |                     |
| 2.                  | Dysphoria           | Iconoclasts         | 2:20                |                     |                     |                     |                     |                     |                     |
| 3.                  | For Good Measure    | Iconoclasts         | 1:20                |                     |                     |                     |                     |                     |                     |
| 6:11                |                     |                     |                     |                     |                     |                     |                     |                     |                     |

## Collaborateurs
Blink-182
- Tom "Dr. Jellyfinger" DeLonge — Chant, Guitare
- Mark "Speed Bumps" Hoppus — Chant, Basse
- Scott "Is That Your Stick?" Raynor — Batterie

Iconoclasts